# Idioma dogri
L'idioma dogri és una llengua indoària del grup Pahari occidental, parlada principalment a la regió de Jammu, Índia, amb grups més petits de parlants a les regions adjacents de l'Himachal Pradesh occidental, al nord del Panjab, i el nord-est del Panjab pakistanès. Inusualment per a una llengua indoeuropea, el dogri és tonal, un tret que comparteix amb altres llengües pahari occidentals i el panjabi. Té diverses varietats, totes amb una similitud lèxica superior al 80%.
El dogri és parlat per 2,6 milions de persones a l'Índia (segons el cens de 2011). També és una de les cinc llengües oficials del territori de la unió de Jammu i Caixmir.

## Guió

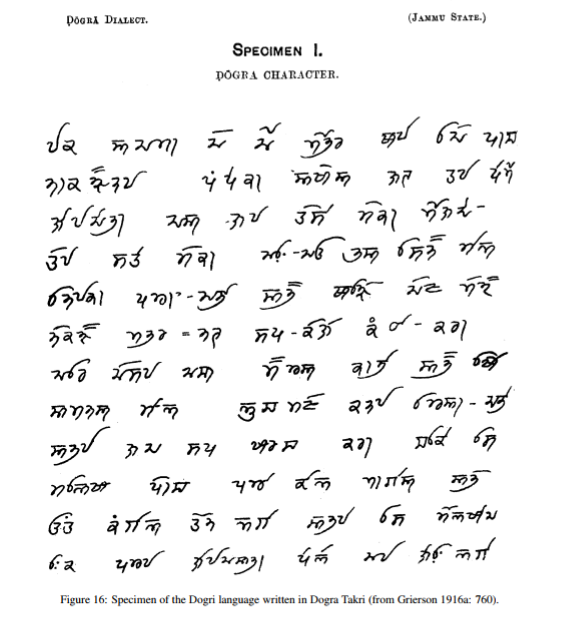
Exemplar de guió Dogra

L'idioma dogri va ser escrit originalment amb l'antiga escriptura Dogra Akkhar, una versió modificada de Takri. Una versió modificada d'aquest guió va ser creada per l'ordre del Maharaja Ranbir Singh de Jammu i Caixmir, que llavors es deia Nom Dogra Akkhar. Actualment, el Devanagari és el guió oficialment reconegut per Dogri a l'Índia i pràcticament tota la literatura Dogri s'hi publica.

## Fonologia

### Consonants
|                   |            | Labial | dental/ Alveolar                                                | Retroflex | Postalv./ Palatal | Velar | Glotal |
| ----------------- | ---------- | ------ | --------------------------------------------------------------- | --------- | ----------------- | ----- | ------ |
| Nasal             | Nasal      | m      | n                                                               | ɳ         | ɲ                 | ŋ     |        |
| oplosiva/africada | sense veu  | p      | t̪                                                               | ʈ         | t͡ʃ                | k     |        |
| oplosiva/africada | aspirat    | pʰ     | Error utilitzant {{IPA symbol}}: "t̪ʰ" no sha trobat a la llista | ʈʰ        | t͡ʃʰ               | kʰ    |        |
| oplosiva/africada | expressat  | b      | d̪                                                               | ɖ         | d͡ʒ                | ɡ     |        |
| Fricativa         | sense veu  | ( f )  | s                                                               |           | ʃ                 | ( x ) |        |
| Fricativa         | expressat  |        | ( z )                                                           |           |                   | ( ɣ ) | ɦ      |
| Aixeta            | Aixeta     |        | ɾ                                                               | ɽ         |                   |       |        |
| Aproximant        | Aproximant | ʋ      | l                                                               |           | j                 |       |        |

- La geminació es produeix en totes les consonants excepte les consonants /ɾ ɳ ɽ ʃ/.
- Consonants retròflexes /ɽ ɳ/ poques vegades apareixen a la posició inicial de la paraula.
- /f z x ɣ/ només apareixen a partir de paraules de préstec perso-àrab. /f/ també s'escolta com un al·lòfon de /pʰ/.
- /ɾ/ també es pot escoltar marginalment com a trillat [r] en algun discurs.
- En algunes paraules, /s/ pot arribar a ser més feblement pronunciat, o fins i tot eliminar i substituir-se per un so fricatiu glotal [h].
- Un so nasal palatal [ɲ] es produeix normalment quan una nasal dental precedeix una consonant africada post-alveolar, rarament apareix en paraules, inicialment o medialment.
- Un so nasal velar [ŋ] es produeix normalment quan una nasal dental precedeix una consonant plosiva velar, i rarament apareix inicialment o medialment.[8]

### Vocals
|             | Davant | Central | esquena |
| ----------- | ------ | ------- | ------- |
| Tancat      | iː     |         | uː      |
| Quasitancat | ɪ      |         | ʊ       |
| Semitancat  | eː     | ə       | oː      |
| Semiobert   | ɛː     | ə       | ɔː      |
| Obert       |        | aː      | aː      |

- Hi ha variacions nasalitzades de les vocals següents /ĩ ũ ẽ õ ɛ̃ ɔ̃ ã/.[9]
- Els sons vocàlics solen ser nasalitzats quan apareixen abans d'una paraula-medial o una paraula-final /n/, excepte quan /n/ apareix abans d'una vocal final de paraula.
- /ʊ/ pot tenir un al·lòfon de pujada marginal [ʊᵛ] quan apareix abans d'un so vocàlic /a/.
- Una final de paraula /aː/ es realitza com un so de darrere [ɑː] i també pot derivar cap a una [äː] centralitzada.[8]